# ديفيد كرايغ (لاعب كرة قدم)
ديفيد كرايغ (بالإنجليزية: David Craig)‏ (8 يونيو 1944 ببلفاست في المملكة المتحدة - ) هو مدرب كرة قدم ولاعب كرة قدم أيرلندي شمالي في مركز الظهير. شارك مع منتخب أيرلندا الشمالية لكرة القدم. أما مع النوادي، فقد لعب مع نادي كارلايل يونايتد ونادي هيبرنيان ونيوكاسل يونايتد.

## وصلات خارجية
- ديفيد كرايغ على موقع قاعدة بيانات كرة القدم.إي يو (الإنجليزية)
- ديفيد كرايغ على موقع ناشيونال فوتبول تيمز (الإنجليزية)